# Lijst van darkrides in België
Dis is een lijst van (gedeeltelijke) darkrides als pretparkattractie in België.
| Naam                                 | Locatie                        | Type darkride                         | Status   | Afbeelding |
| ------------------------------------ | ------------------------------ | ------------------------------------- | -------- | ---------- |
| Op Reis met Bumba                    | Plopsaland De Panne            | Darkride                              | Geopend  |            |
| Imagination Express                  | LEGO Discovery Centre Brussels | Interactieve darkride                 | Geopend  |            |
| Challenge of Tutankhamon             | Walibi Belgium                 | Interactieve trackless darkride       | Geopend  |            |
| El Paso                              | Bobbejaanland                  | Interactieve darkride                 | Geopend  |            |
| Het Bos van Plop (voorheen Apirama)  | Plopsaland De Panne            | Dark water ride                       | Geopend  |            |
| Het geheim van de Eenhoorn           | Walibi Belgium                 | Dark water ride                       | Gesloten |            |
| Het Paleis van Ali Baba              | Walibi Belgium                 | Dark water ride                       | Gesloten |            |
| Huracan                              | Bellewaerde                    | Overdekte stalen achtbaan en darkride | Geopend  |            |
| Terra Magma (voorheen Indiana River) | Bobbejaanland                  | Boomstamattractie en dark water ride  | Geopend  |            |
| Los Piratas                          | Bellewaerde                    | Dark water ride                       | Gesloten |            |
| Popcorn Revenge                      | Walibi Belgium                 | Interactieve trackless darkride       | Geopend  |            |
| Het Smurfenavontuur                  | Plopsa Station Antwerp         | Interactieve darkride                 | Geopend  |            |

Categorie · Afbeeldingen